# 신계초등학교
신계초등학교는 대한민국 충청남도 천안시 동남구에 있는 공립 초등학교이다.

## 학교 연혁
- 1951년 12월 1일: 개교
- 1984년 3월 16일: 병설유치원 개원
- 1996년 3월 1일: 신계초등학교로 개칭
- 2007년 3월 1일: 신흥초등학교 분리
- 2017년 2월 10일: 제66회 졸업
- 2017년 3월 1일: 19학급(특수 1학급) 편성
- 2017년 3월 2일: 76명 입학
- 2018년 3월 1일: 18학급(특수 1학급) 편성
- 2018년 3월 2일: 55명 입학

## 참고 자료
- 신계초등학교 - 한국교육학술정보원 학교알리미